# داخلی، بار چرم‌پوشان
داخلی، بار چرم‌پوشان (انگلیسی: Interior. Leather Bar.) یک فیلم داستانی مستندگونه به کارگردانی جیمز فرانکو و تراویس متیوس است که در سال ۲۰۱۳ منتشر شد. از بازیگران فیلم می‌توان به برندان گرگوری اشاره کرد.